# Pangrapta submurina
Pangrapta submurina là một loài bướm đêm trong họ Erebidae.